# Grand Champ
Grand Champ è il quinto album del rapper DMX, è stato realizzato nel 2003 dalla Def Jam e dalla Ruff Ryders. Questo album contiene il famoso singolo Where The Hood At e Get It On The Floor. Nella prima settimana dopo l'uscita dell'album sono state vendute 312.000 copie debuttando alla prima posizione della Billboard 200.

## Tracce
1. Dog Intro
2. My Life  (ft. Chinky)
3. Where The Hood At
4. Dogs Out
5. Get It On The Floor (ft. Swizz Beatz)
6. Come Prepared  (Skit)
7. Shot Down  (ft. 50 Cent & Styles P)
8. Bring The Noize
9. Untouchable  (ft. Sheek, Syleena Johnson, Infa-Red, Cross, Drag-On)
10. Fuck Y'all
11. Ruff Radio  (Skit)
12. We're Back  (ft. Jadakiss, Eve)
13. Ruff Radio 2  (Skit)
14. Rob All Night (If I'm Gonna Rob)
15. We Go Hard  (ft. Cam'ron)
16. We 'Bout to Blow  (ft. Big Stan)
17. The Rain
18. Gotta Go  (Skit)
19. Don't Gotta Go Home  (ft. Monica)
20. A'yo Kato  (ft. Magic & Val)
21. Thank You  (ft. Patti LaBelle)
22. The Prayer V
23. On Top  (ft. Big Stan)
24. X Gon' Give It to Ya  (Bonus Track)